# Eva Aeppli
Eva Aeppli, née le 2 mai 1925 à Zofingen et morte le 4 mai 2015 à Honfleur, est une artiste plasticienne, dessinatrice, peintre et sculptrice suisse.

## Biographie
Eva Maria Aeppli est née le 2 mai 1925 à Zofingen, dans le canton d'Argovie, en Suisse. Sa mère, née Martha Hess (1899-1976), vient d'une famille protestante de Zurich. Son père, Aetti Willi Aeppli (1894-1972), est professeur à l'école Waldorf-Steiner de Bâle et collaborateur de Rudolf Steiner. Eva Maria a deux frères, Christoph et Vital Vitzig, et une sœur, Annemarie surnommée Ava. Entre 1939 et 1945, pendant la Seconde Guerre mondiale, la famille d’Eva Aeppli accueille des enfants Juifs.
Eva Aeppli passe sa jeunesse à Bâle. Elle étudie à l'école Waldorf-Steiner de Bâle, puis à l’École des arts décoratifs entre 1943 et 1945, où elle rencontre Jean Tinguely.
En 1944, elle donne naissance à Felix-Vital Leu (1944-2002), et se marie avec l'architecte Hans Felix Leu (1925-2001) en 1946. Le couple divorce en 1949.
Le 27 janvier 1950, Eva Aeppli donne naissance à Miriam-Eva Tinguely, dont elle épouse le père, Jean Tinguely, en 1951. Aidés par Daniel Spoerri, Eva Aeppli et Jean Tinguely s'installent impasse Ronsin, à Paris en 1952. Eva Aeppli fabrique des marionnettes qu’elle vend dans les magasins de jouets pour subvenir aux besoins du couple. Le couple se sépare et divorce en 1961.
Eva Aeppli épouse l'avocat américain Samuel Mercer en 1962, et vit avec lui entre Omaha et Paris. Elle découvre l'astrologie en 1975 avec Jacques Berthon, astrologue et psychanalyste, et Eric Leraille, peintre. Elle est membre d'Amnesty International.
En 1990, elle crée la Myrrahkir Foundation basée à Omaha, au Nebraska, pour combattre la pauvreté, l’oppression et l’ignorance. 
Eva Aeppli emménage à Honfleur en 2001, où elle décède le 4 mai 2015.
Elle a cinq petits-enfants, Jane Leu Rekas, psychologue, Filip Leu, tatoueur, Ama Leu, mannequin, Aia Leu, artiste, et Ajja Leu, musicien.

## Parcours artistique
Dans les années 1940, Eva Aeppli pratique la peinture, la gravure et la sculpture à la Kunstgewerbeschule de Bâle. Marquée par les camps d'extermination, elle réalise en 1960 de grands toiles représentant  la mort et le pessimisme. Elle se tourne ensuite vers la sculpture. Elle confectionne des personnages monochromes en tissu, au corps squelettique qu'elle nomme macchabées. Dans les années 1970, elle réalise ses personnages en bronze. Elle s'intéresse à l'astrologie et réalise des têtes monumentales en velours sur ce thème.
Eva Aeppli est peu diserte sur ses propres productions. De 1954 à 2002, elle collecte et rassemble lettres, manuscrits, dessins, graphiques, photographies envoyées par ses amis ainsi que des reproductions de ses œuvres. Cette autobiographie, qu'elle nomme Livres de vie est un témoignage de la vie artistique de cette période.

## Rétrospectives
- Bonn, 1994
- Garden of the Zodiac, Omaha, 2000
- Musée Tinguely, Bâle, 2006

## Œuvres
- Seggiano, Il Giardino di Daniel Spoerri :
  - Alcune debolezze umane, 1994, bronze ;
  - Die andere Seite, 1974-1980, bronze ;
  - Otello e Desdemone, 1991, de la série Collaborations avec Jean Tinguely ;
  - Furie, 1977-1999, bronze ;
  - Les Planètes, 1975-1999, bronze doré ;
  - Le Zodiaque, 1980-1999, bronze.